# Giada Franco

a Compétitions nationales et continentales officielles uniquement.

b Matchs officiels uniquement.
Giada Franco, née le 11 juillet 1996 à Naples (Italie), est une joueuse internationale italienne de rugby à XV, évoluant au poste de troisième ligne aile. Elle joue au Rugby Colorno.

## Biographie
Née le 11 juillet 1996 à Naples en Italie d'un couple italo-brésilien, Giada Franco grandit à Baronissi. Elle découvre le rugby à XV dans le cadre scolaire puis débute au sein du club de Salerne.[réf. nécessaire]
Salerne n'a pas d'équipe senior mais elle rejoint l'US Benevento à sa majorité. L'équipe disparait en 2016 et Giada Franco suit alors sa capitaine Maria Cioffi à Rugby Colorno.[réf. nécessaire]
En 2017, elle dispute sa première finale de championnat d'Italie face au Valsugana.
En 2018, Valeria Fedrighi se blesse et déclare forfait pour le Tournoi des Six Nations ; Giada Franco est alors appelée en équipe d'Italie en remplacement de cette dernière. Lors de la victoire à Cardiff elle est nommée joueuse du match et la semaine suivante contre l'Écosse, elle inscrit son premier essai international.[réf. nécessaire] De retour à Colorno, elle remporte le titre national.
En 2019, elle participe au Tournoi des Six Nations, le meilleur de l'histoire des Azzurre, et marque trois essais. À la fin de la saison, elle est recrutée par les Harlequins.
Sa saison en Angleterre est tronquée par la pandémie de Covid-19. Elle a marqué cinq essais en onze matchs au sein de l'équipe londonienne, qui était deuxième du classement au moment où la saison a été arrêtée. Elle décide alors de retourner à Colorno pour être plus disponible en équipe nationale ainsi que pour ses études.
En septembre 2022, elle est sélectionnée pour disputer la Coupe du monde en Nouvelle-Zélande.
Blessée, elle rate la première édition du WXV.
Début 2024, elle fait partie des joueuses mises sous contrat par la fédération italienne.

## Palmarès
- Vainqueur du Championnat d'Italie en 2018.